# John S. Spence
John S. Spence (Snow Hill, 1788. február 29. – Berlin, 1840. október 24.) az Amerikai Egyesült Államok szenátora (Maryland, 1836–1840).